# I Got Rhythm
I Got Rhythm  è una canzone popolare, in seguito divenuto uno standard jazz, composta da George Gershwin e Ira Gershwin nel 1930 ed eseguita da Ethel Merman, nel loro musical Girl Crazy dove comparivano anche i brani Embraceable You e But Not for Me.
La sua sequenza di accordi, nota come rhythm changes (il nome indica i cambi armonici, ovvero degli accordi, del brano I Got Rhythm, appunto), è stata utilizzata per la composizione di numerosi contrafact, tra cui: Anthropology (Charlie Parker, Dizzy Gillespie), Oleo (Sonny Rollins) o Rhythm-A-Ning (Thelonious Monk). Il bebop è lo stile jazzistico in cui questa forma ha avuto particolare successo.
Dalla composizione è stata tratta anche una serie di variazioni sul tema originale scritte per pianoforte e orchestra da Gershwin stesso, poi nominate Variations on "I Got Rhythm" e dedicate al fratello.